# 溝牙龍屬
溝牙龍屬（學名：Alocodon）是恐龍的一屬，生存於中侏羅紀的葡萄牙。正模標本（編號LPFU P X 2）只有牙齒化石。有關溝牙龍的研究全是根據牙齒化石而來，所以溝牙龍通常被認為是疑名。
溝牙龍的模式種是「Alocodon kuehnei」，是在1973年由Richard Thulborn所敘述、命名的。屬名是由古希臘文的「alox」及「odon」組合而成，分別指「溝」及「牙」的意思，故中文譯名為溝牙龍；種名是以德國古生物學家Kühne為名。
溝牙龍有類似鳥臀目恐龍的牙齒，牙齒上有垂直的溝。溝牙龍最初被認為是法布爾龍科，之後被彼得·加爾東（Peter Galton）歸類於稜齒龍科，保羅·賽里諾（Paul Sereno）認為牠們是鳥臀目中的分類未定屬。有近年研究認為牠們有可能是屬於裝甲亞目。

## 外部連結
- 恐龍博物館有關溝牙龍的介紹
- 溝牙龍 （页面存档备份，存于） DinoData